# Rhyacophila vibox
Rhyacophila vibox är en nattsländeart som beskrevs av Milne 1936. Rhyacophila vibox ingår i släktet Rhyacophila och familjen rovnattsländor. Inga underarter finns listade i Catalogue of Life.